# Motuariki Island
Motuariki Island ist eine Insel im Lake Tekapo, in der Region Canterbury auf der Südinsel von Neuseeland.

## Geographie
Motuariki Island befindet sich im südlichen Drittel des Lake Tekapo, rund 7,6 km nordnordöstlich von dem Ort Lake Tekapo entfernt. In Ost-West-Richtung gesehen liegt die Insel relativ zentral im See, rund 1,45 km vom westlichen Ufer und rund 2,0 km vom östlichen Uder entfernt. Die Größe der Insel variiert je nach Wasserstand des Sees, dessen Wasserspiegel sich je nach Wasserentnahme des Wasserkraftwerks des Sees zwischen 701,8 m und 710,9 m unterscheidet. Bei relativ gut gefülltem See beträgt die Fläche, die die Insel einnimmt rund 19 Hektar, bei einer Länge von rund 525 m in Nordwest-Südost-Richtung und einer Breite von rund 395 m in Südwest-Nordost-Richtung. Bei niedrigerem Wasserstand entsteht eine Verbindung zu der kleinen südöstlich angrenzenden Insel.
Die Insel ist teilweise mit Bäumen bewachsen.